# Битка код Бадгиса
Битка код Бадгиса вођена је 654. године  између породице Карен и њихових савезника Хефталита против Рашидунског калифата.

## Историја
651. године Арапи су напали Хорасан, а до 652. године освојили су већи део региона. Међутим, 654. године Карениди  под Карином, заједно са Хефталитима под Незаком Тарканом, подигли су устанак против Арапа. Побуна се проширила у Херату, Бадгису и Кухистану, а касније су чак успели да одбију Арапе из Нишапура и Балха. Током истог периода, народ Заранџ се побунио, међутим, Арапи под водством Абд-Алаха ибн Амира успели су да их победе и убију Карина.